# 坂上広野
坂上 広野（さかのうえ の ひろの）は、平安時代初期の貴族。名は広野麻呂とも記される。大納言・坂上田村麻呂の次男。官位は従四位下・右兵衛督。勲等は勲七等。

## 経歴
弘仁元年（810年）に発生した薬子の変では父・田村麻呂と共に嵯峨天皇側について、従五位下・右兵衛佐に叙任されると共に、国府の鎮護および逢坂関の固関のために近江国に派遣された。翌弘仁2年（811年）父・田村麻呂が没したため官職を辞するが、のち右衛門佐に任ぜられ、弘仁3年（812年）右近衛少将に遷るなど、嵯峨朝前半は武官を歴任する。また、弘仁5年（814年）従五位上に叙せられている。
嵯峨朝後半は陸奥守として地方官を務め、嵯峨朝末の弘仁14年（823年）従四位下に至る。淳和朝では右兵衛督として再び武官を務めた。
天長5年（828年）閏3月9日卒去。享年42。最終官位は右兵衛督従四位下。

## 人物
父・田村麻呂ゆずりの武人で若い頃から武勇の誉れが高かったが、他に才芸はなかった。思った通りに行動し、賞賛に価するほど節操があった。しかしながら、酒の飲み過ぎが原因で病気になり没した。
広野は摂津国住吉郡平野庄（現・大阪市平野区）の開発領主で平野殿とも呼ばれた。融通念仏宗の総本山である平野の大念仏寺は、開祖良忍（聖応大師）が四天王寺で見た霊夢に基づいて坂上広野の私邸内に建てた修楽寺が前身という（『大念仏寺記』）。広野の墓が平野の坂上公園の中にあるが、往時のものではなく後世のものである。

## 官歴
『日本後紀』による。
- 時期不詳：正六位上
- 弘仁元年（810年） 9月10日：従五位下・右兵衛佐
- 弘仁2年（811年） 5月：辞官（父服喪）。日付不詳：右衛門佐
- 弘仁3年（812年） 正月12日：右近衛少将
- 時期不詳：兼伊勢守
- 弘仁5年（814年） 正月7日：従五位上
- 時期不詳：正五位下。陸奥守
- 弘仁14年（823年） 正月7日：従四位下
- 時期不詳：右兵衛督
- 天長5年（828年） 閏3月9日：卒去（右兵衛督従四位下勲七等）

## 系譜
- 父：坂上田村麻呂[2]
- 母：不詳
- 妻：不詳
- 生母不明の子女
  - 男子：坂上峯雄[3]

広野の孫・峯益は出羽権介、それ以降行松（秋田城介）、高時（出羽介）と、代々東北地方の地方官に任ぜられた。また、陸奥国の豪族田村氏を広野の子孫とする系図もある。
広野の弟・浄野の三男とされる坂上当道も一説に広野の子とされ、当道は摂津国平野庄に住し、広野にはじまる平野の坂上氏宗家の家督を継いだともいわれている。
また、後北条氏に仕えた田村安栖軒宗仙や江戸幕府奥医師田村安栖法印長頥は広野の玄孫である田村国当の子孫と称する。